# Irene Fargo
Pour les articles homonymes, voir Fargo.
Irene Fargo, née Flavia Pozzaglio à Palazzolo sull'Oglio le 1er novembre 1962 et morte à Chiari le 1er juillet 2022, est une chanteuse, actrice et personnalité de la télévision italienne.

## Biographie
Irene Fargo est née en 1962 sous le nom de Flavia Pozzaglio à Palazzolo sull'Oglio, dans la province de Brescia ; puis elle a grandi à Chiari, ville limitrophe. Elle a commencé à chanter lorsqu'elle était enfant et, à 11 ans, elle est entrée dans la chorale polyphonique de Chiari.
En 1989, elle participe au Festival de Castrocaro, avec la chanson Le donne dei soldati veri  puis se place par deux fois à la deuxième place au Festival de musique de Sanremo, en 1991 avec la chanson La donna di Ibsen dont les paroles sont inspirées de La Dame de la mer d'Henrik Ibsen, et en 1992 avec Come una Turandot, inspiré du Turandot de Giacomo Puccini. Cette même année 1992, elle obtient une troisième place au Cantagiro. En 1994, elle participe à l'émission de variétés Domenica in. À partir des années 2000, elle tient des rôles principaux dans plusieurs comédies musicales.
Irene Fargo est morte le 1er juillet 2022 à l'âge de 59 ans à Chiari, dans la province de Brescia, après une longue maladie.

## Discographie
Albums
- 1991 : Irène Fargo (Carosello)
- 1992 : La voce magica della luna (Carosello)
- 1993 : Labirinti del cuore (Carosello)
- 1995: O core et Napule (Carosello)
- 1997 : Fargo (Tring)
- 1999: Appunti di viaggio (musique d'Azzurra)
- 1999 : Va da lei (Sarre)
- 2005 : Insieme (Alta sintonia)
- 2009: Cartolina napoletana (Pressing music ltd)
- 2012 : Crescendo (Pressingmusicltd)